# ثريدز
ثريدز (بالإنجليزية: Threads) هو تطبيق تواصل اجتماعي عبر الإنترنت، مملوك لشركة التكنولوجيا الأمريكية ميتا بلاتفورمز (بالإنجليزية: Meta Platforms). يعمل التطبيق بشكل مشابه لمنصات malk55385 الأخرى مثل اكس كورب، حيث يمكن للمستخدمين نشر النصوص والصور ومقاطع الفيديو؛ بالإضافة للرد على منشورات الآخرين وإبداء الإعجاب بها. التطبيق متاح على كلا من نظامي التشغيل آي أو إس وأندرويد. الحسابات الشخصية على تطبيق ثريدز مرتبطة بتلك على إنستغرام، مما يوجب أن يكون للمستخدمين نفس اسم المستخدم في كلتا المنصتين.
بعد استحواذ إيلون ماسك على تويتر، ناقش موظفو ميتا بلاتفورمز فكرة توسيع ميزة جديدة تسمى "ملاحظات إنستغرام"، وهي ميزة قائمة على النصوص وتهدف لإضافتها إلى إنستغرام. كما ناقش الموظفون فكرة تطبيق منفصل يركز على النصوص. بدأ تطوير تطبيق "ثريدز" في يناير 2023، وكان يعرف في الأصل باسم "مشروع 92" (بالإنجليزية: Project 92). كُشِف عن المعلومات الأولية حول "ثريدز" في مارس، ونشرت مجلة ذا فيرج تفاصيل اجتماع داخلي للشركة في يونيو. ثم ظهرت تفاصيل أخرى حول "ثريدز" في يوليو، وقامت ميتا بلاتفورمز بنشر التطبيق في متجر تطبيقات آبل في 3 يوليو مع تاريخ الإصدار المحدد في 6 يوليو. تم إطلاق "ثريدز" رسميًا في 5 يوليو في 100 دولة، باستثناء الاتحاد الأوروبي. وصل عدد المستخدمين المسجلين على الشبكة الاجتماعية إلى 30 مليون مستخدم في أقل من 24 ساعة.

## المظهر والميزات
صُمم تطبيق ثريدز كمنصة للمحادثات والمشاركة في الوقت الحقيقي، حيث يهدف إلى توفير تجربة مشابهة لمستخدمي تويتر، مع التركيز على المنشورات والمحادثات العامة المعتمدة على النصوص (المعروفة أيضًا باسم المدوّنة الصغيرة)، ويرتبط ارتباطًا وثيقًا بخدمة الشبكات الاجتماعية الأخرى إنستغرام.

### الحسابات
حسابات ثريدز متكاملة بشكل وثيق مع حسابات إنستغرام. يشترك حساب ثريدز وحساب إنستغرام في نفس اسم المستخدم وصورة الملف الشخصي والاسم، ولا يمكن للمستخدمين تغيير هذه التفاصيل إلا من خلال إنستغرام. كما يتاح للمستخدمين تحديد الحسابات التي يتابعونها على إنستغرام للانتقال إلى ثريدز، سواء كان حساب ثريدز للشخص الآخر قد إُنشاء بالفعل أو تم ضبطه للمتابعة تلقائيًا بمجرد إنشاء حساب. إذا كان من المخطط أن يكون الخدمة متوافقة مع بروتوكول "ActivityPub". من المتوقع أيضًا أن يتمكن مستخدمو ثريدز من تقييد الردود على المنشورات، مما يعني أنه لن يتم مشاركتها مع أي خدمة اتحادية، وستبقى ضمن ثريدز نفسها فقط.

## النقد
تلقى تطبيق ثريدز انتقادات بسبب استخدام حسابات إنستغرام. يجب على المستخدمين حذف حساباتهم على إنستغرام لحذف حساباتهم على ثريدز. أعلن آدم موسيري (الرئيس التنفيذي لإنستغرام) على ثريدز أنهم "يبحثون في وسيلة لحذف حساب ثريدز بشكل منفصل".

## وصلات خارجية
- الموقع الرسمي